# Le divan historique
Le divan historique (deutsch: Das historische Sofa) ist eine Veranstaltungsreihe zur deutschen Zeitgeschichte. Sie findet viermal pro Jahr abwechselnd im Deutschen Historischen Institut Paris (DHI) und im Goethe-Institut Paris statt.

## Geschichte und Konzept
2014 entschlossen sich das Goethe-Institut Paris, das DHI Paris, das UMR SIRICE (Paris 1, Paris IV, CNRS), die Université de Lorraine (CEGIL) und das CIERA (seit 2020) zu einem neuen Veranstaltungsformat, um einem französischen Publikum Neuerscheinungen und Forschungsdiskussionen zur deutschen Zeitgeschichte zu präsentieren. Gemeinsam mit dem Autor einer zeitgeschichtlichen Veröffentlichung diskutieren Corine Defrance, Ulrich Pfeil und ein wechselnder dritter Kommentator die Publikation, um ihren besonderen Stellenwert in der Forschungslandschaft zu definieren. Im Sinne der organisierenden Institutionen versteht sich dieses Veranstaltungsformat als Forum, um den Dialog zwischen unterschiedlichen Wissenschaftskulturen zu fördern und einen Beitrag zu einer international ausgerichteten Geschichtsschreibung zu leisten. Neben arrivierten Vertretern des Faches will das „Divan historique“ vor allem auch jungen Wissenschaftlern die Gelegenheit geben, die Ergebnisse ihrer Forschungen zu präsentieren.

## Veranstaltungen
- 13. November 2014: Ulrich Herbert, Geschichte Deutschlands im 20. Jahrhundert, Kommentar: Christian Ingrao
- 31. März 2015: Karl Schlögel, Le Berlin russe, Kommentar: Catherine Goussef
- 11. Mai 2015: Heinrich August Winkler, Geschichte des Westens, Kommentar: Robert Frank
- 2. Juni 2015: Andreas Wirsching, Demokratie und Globalisierung. Europa seit 1989, Kommentar: Reiner Marcowitz
- 19. Oktober 2015: Leonie Treber, Mythos Trümmerfrauen, Kommentar: Patrick Farge
- 9. Mai 2016: Philipp Ther, Die neue Ordnung auf dem alten Kontinent. Eine Geschichte des neoliberalen Europa, Kommentar: Jakob Vogel
- 17. Oktober 2016: Andreas Rödder, 21.0: Eine kurze Geschichte der Gegenwart, Kommentar: Bettina Severin-Barboutie
- 21. November 2016: Gunter Hofmann, Helmut Schmidt – Soldat, Kanzler, Ikone, Kommentar: Hélène Miard-Delacroix
- 1. Dezember 2016: Maren Röger, Kriegsbeziehungen: Intimität, Gewalt und Prostitution im besetzten Polen 1939 bis 1945, Kommentar: Stefan Martens
- 9. Februar 2017: Martin Sabrow, Erich Honecker. Das Leben davor 1912–1945, Kommentar: Anne Kwaschik
- 3. April 2017: Kristina Meyer, Die SPD und die NS-Vergangenheit 1945–1990, Kommentar: Valérie Robert
- 25. September 2017: Anna Kaminsky, Frauen in der DDR, Kommentar: Anne-Laure Briatte
- 20. November 2017: Wolfgang Reinhard, Die Unterwerfung der Welt: Globalgeschichte der europäischen Expansion 1415–2015, Kommentar: Thomas Maissen
- 12. Februar 2018: Katrin Hammerstein, Gemeinsame Vergangenheit – getrennte Erinnerung? Der Nationalsozialismus in Gedächtnisdiskursen und Identitätskonstruktionen von Bundesrepublik Deutschland, DDR und Österreich, Kommentar: Dominique Trimbur
- 18. Juni 2018: Wilfried Loth, Fast eine Revolution. Der Mai 1968 in Frankreich, Kommentar: Caroline Moine
- 17. September 2018: Bodo Mrozek, Jugend – Pop – Kultur: Eine transnationale Geschichte, Kommentar: Florence Tamagne
- 19. November 2018: Eckart Conze, Geschichte der Sicherheit, Kommentar: Laurence Badel
- 25. März 2019: Gabriele Metzler, Der Staat der Historiker – Staatsvorstellungen deutscher Historiker seit 1945, Kommentar: Christophe Duhamelle
- 20. Mai 2019: Konrad Jarausch, Aus der Asche: Eine neue Geschichte Europas im 20. Jahrhundert, Kommentar: Yaman Kouli
- 7. Oktober 2019: Christiane Bürger, Deutsche Kolonialgeschichte(n). Der Genozid in Namibia und die Geschichtsschreibung der DDR und BRD, Kommentar: Jean-Louis Georget
- 25. November 2019: Stefanie Eisenhuth, Die Schutzmacht. Die Amerikaner in Berlin 1945–1994, Kommentar: Pascale Laborier
- 20. Januar 2020: Frank Bösch, Zeitenwende 1979. Als die Welt von heute begann, Kommentar: Laurence Badel
- 22. März 2021: Sonja Levsen, Autorität und Demokratie. Erziehung in Westdeutschland und Frankreich, 1945–1975, Kommentar: Jürgen Finger
- 11. Oktober 2021: Marie-Bénédicte Vincent und Matthias Waechter, Deutsch-französische Ländergeschichten
- 9. Mai 2022: Christiane Reinecke, Problemzonen im postkolonialen Frankreich und der Bundesrepublik, Kommentar: Fabien Jobard
- 30. Juni 2022: Karina Urbach, Das Buch Alice. Wie die Nazis das Kochbuch meiner Großmutter raubten, Kommentar: Agnieszka Wierzcholska
- 26. September 2022: Stephan Malinowski, Die Hohenzollern und die Nazis. Geschichte einer Kollaboration, Kommentar: Dominique Trimbur
- 30. Januar 2023: Peter Geimer, Die Farben der Vergangenheit. Wie Geschichte zu Bildern wird, Kommentar: Sabine Frommel
- 3. April 2023: Franziska Davies, Offene Wunden Osteuropas. Reisen zu Erinnerungsorten des Zweiten Weltkriegs, Kommentar: Masha Cerovic
- 5. Juni 2023: Stefan Creuzberger, Das deutsch-russische Jahrhundert. Geschichte einer besonderen Beziehung, Kommentar: Paul Gradvohl
- 15. Januar 2024: Alexandra Przyrembel, Im Bann des Bösen. Ilse Koch – ein Kapitel deutscher Gesellschaftsgeschichte 1933 bis 1970, Kommentar: Elissa Mailänder
- 5. Februar 2024: Winfried Nerdinger, Architektur in Deutschland im 20. Jahrhundert, Kommentar: Marie-Madeleine Ozdoba
- 3. Juni 2024: Jutta Braun, Wettkampf der Systeme. Sport im geteilten Deutschland, Kommentar: Ulrich Pfeil
- 16. September 2024: Uwe Wittstock, Marseille 1940: Die große Flucht der Literatur, Kommentar: Dorothea Bohnekamp
- 25. November 2024: Frank Bösch, Deals mit Diktatoren. Eine andere Geschichte der Bundesrepublik, Kommentar: Karine Ramondy
- 3. Februar 2025: Eckart Lohse, Die Täuschung. Angela Merkel und ihre Deutschen, Kommentar: Jeanette Süß
- 2. Juni 2025: Yvonne Robel, Viel Lärm um nichts. Eine Wahrnehmungsgeschichte des Nichtstuns in der Bundesrepublik, Kommentar: Christoph Streb